# 中島公園通停留場
中島公園通停留場（なかじまこうえんどおりていりゅうじょう）は、北海道札幌市中央区にある札幌市交通事業振興公社（札幌市電）山鼻線の停留場である。停留場番号はSC19。山鼻線の通る西7丁目通と、南11条通との交差点（南11条西6丁目）に位置する。
市電中島線の廃止（1948年）から地下鉄南北線開業までは、ここが中島公園への入口となっていた。

## 歴史
- 1923年（大正12年）8月25日 「狐小路」の名称で停留場開業。
- 1923年から1925年（大正14年）までの間 「公園通」に改称。
- 1941年（昭和16年）12月1日 廃止。
- 1948年（昭和23年）7月31日 再開。
- 1949年（昭和24年）6月8日 「中島公園通」に改称。
- 2015年（平成27年）4月1日 停留場番号を設定[2]。

## 停留場構造
2面2線の対向式。交差点を挟んで南側に内回り（山鼻9条方面）、北側に外回り（行啓通方面）の乗り場があり、安全地帯が設けられている。安全地帯にはロードヒーティングが施され、上屋が設置されている。上下線の乗り場の間に渡り線がある

## 停留場周辺
- 札幌南十条郵便局
- 中島公園
- 豊平館
- 札幌コンサートホールKitara
- ラルズマート中島公園店
- スーパーアークス 山鼻店
- 札幌市立中島中学校
- ストロベリーコーンズ行啓通店

## 隣の停留場
札幌市交通局
山鼻線
行啓通停留場 (SC18) - 中島公園通停留場 (SC19) - 山鼻9条停留場 (SC20)